# Phyllohendersonia mahoniae
Phyllohendersonia mahoniae är en svampart som beskrevs av Unamuno 1930. Phyllohendersonia mahoniae ingår i släktet Phyllohendersonia, divisionen sporsäcksvampar och riket svampar.   Inga underarter finns listade i Catalogue of Life.